# Каролтон (Вирџинија)
Каролтон (енгл. Carrollton) насељено је место без административног статуса у америчкој савезној држави Вирџинија.

## Демографија
По попису из 2010. године број становника је 4.574.
| Група             | 2000.    | 2010.         |
| Белци             | 0 (0,0%) | 3.307 (72,3%) |
| Афроамериканци    | 0 (0,0%) | 928 (20,3%)   |
| Азијати           | 0 (0,0%) | 83 (1,8%)     |
| Хиспаноамериканци | 0 (0,0%) | 148 (3,2%)    |
| Укупно            | 0        | 4.574         |